# Legend of the Blue Sea
Legend of the Blue Sea (hangeul : 푸른 바다의 전설 ; RR : Pureun bada-ui jeonseol) est une série télévisée sud-coréenne diffusée du 16 novembre 2016 au 25 janvier 2017 sur SBS, avec Jun Ji-hyun et Lee Min-ho,.

## Synopsis
L'histoire d'amour de Heo Joon-jae (Lee Min-ho), fils d'un riche homme d'affaires qui devient un escroc beau et intelligent après le divorce de ses parents, et une sirène appelée Shim Cheong (Jeon Ji-hyeon). Se concentrant sur la renaissance, le destin et l’amour non partagé, leur histoire est juxtaposée à l’histoire parallèle de leurs incarnations de l’ère Joseon, la ville Kim Dam-ryeong et la sirène Se-hwa.

## Distribution

### Acteurs principaux
- Jun Ji-hyun : Se-hwa / Shim Cheong
  - Kal So-won : Se-hwa (enfant)
  - Shin Eun-soo : Se-hwa (adolescente)
- Lee Min-ho : Kim Dam-ryeong / Heo Joon-jae
  - Jeon Jin-seo : Kim Dam-ryeong / Heo Joon-jae (enfant)
  - Park Jin-young : Kim Dam-ryeong / Heo Joon-jae (adolescent)

### Acteurs secondaires
- Lee Hee-joon : Jo Nam-doo / Park Moo
- Shin Won-ho : Tae-oh
- Shin Hye-sun : Cha Shi-ah
- Lee Ji-hoon : Heo Chi-hyun
- Na Young-hee : Mo Yoo-ran
  - Shim Yi-young : Mo Yoo-ran (jeune)
- Hwang Shin-hye : Kang Seo-hee
  - Oh Yeon-ah : Kang Seo-hee (jeune)
- Sung Dong-il : Mr. Yang / Ma Dae-young
- Choi Jung-woo : Heo Gil-joong
- Moon So-ri : Ahn Jin-joo

## Classements
Dans le tableau ci-dessous, les chiffres bleus représentent les notes les plus basses et les chiffres rouges représentent les meilleures notes.
| Nb. d'épisodes | Date de diffusion | Part d'audience | Part d'audience             | Part d'audience | Part d'audience             |
| Nb. d'épisodes | Date de diffusion | TNmS            | TNmS                        | AGB Nielsen     | AGB Nielsen                 |
| Nb. d'épisodes | Date de diffusion | National        | Région de la capitale Séoul | National        | Région de la capitale Séoul |
| -------------- | ----------------- | --------------- | --------------------------- | --------------- | --------------------------- |
| 1              | 16 novembre 2016  | 15,4 %          | 18,9 %                      | 16,4 %          | 18,0 %                      |
| 2              | 17 novembre 2016  | 16,2 %          | 20,1 %                      | 15.1%           | 16.4%                       |
| 3              | 23 novembre 2016  | 18,6 %          | 19,6 %                      | 15,7 %          | 17,2 %                      |
| 4              | 24 novembre 2016  | 17,9 %          | 21,3 %                      | 17,1 %          | 18,4 %                      |
| 5              | 30 novembre 2016  | 16,4 %          | 20,4 %                      | 16,8 %          | 20,5 %                      |
| 6              | 1er décembre 2016 | 18,1 %          | 20,2 %                      | 18,9 %          | 22,1 %                      |
| 7              | 7 décembre 2016   | 15,8 %          | 18,1 %                      | 17,4 %          | 19,2 %                      |
| 8              | 8 décembre 2016   | 17,4 %          | 19,7 %                      | 17,4 %          | 19,1 %                      |
| 9              | 14 décembre 2016  | 14.8%           | 16.4%                       | 16,6 %          | 18,8 %                      |
| 10             | 15 décembre 2016  | 16,8 %          | 19,2 %                      | 17,5 %          | 19,3 %                      |
| 11             | 21 décembre 2016  | 17,7 %          | 20,1 %                      | 16,7 %          | 18,1 %                      |
| 12             | 22 décembre 2016  | 16,3 %          | 18,0 %                      | 17,3 %          | 18,7 %                      |
| 13             | 28 décembre 2016  | 15,8 %          | 18,4 %                      | 16,0 %          | 17,2 %                      |
| 14             | 4 janvier 2017    | 15,1 %          | 18,1 %                      | 17,8 %          | 18,7 %                      |
| 15             | 5 janvier 2017    | 15,9 %          | 19,4 %                      | 18,3 %          | 20,1 %                      |
| 16             | 11 janvier 2017   | 15.1            | 19,0 %                      | 18,9 %          | 20,7 %                      |
| 17             | 12 janvier 2017   | 18.9%           | 22.2%                       | 20,8 %          | 23.0%                       |
| 18             | 18 janvier 2017   | 16,5 %          | 18,4 %                      | 18,3 %          | 19,9 %                      |
| 19             | 19 janvier 2017   | 18,7 %          | 20,4 %                      | 21.0%           | 22,2 %                      |
| 20             | 25 janvier 2017   | 16,2 %          | 18,4 %                      | 17,9 %          | 18,8 %                      |
| Moyenne        | Moyenne           | 16.7%           | 19.3%                       | 17.6%           | 19.3%                       |
| Spécial        | 29 décembre 2016  | 11,5 %          | 13,3 %                      | 11,2 %          | 12,3 %                      |

## Bande-originale
1. Love Story - Lyn
2. A World That Is You (그대라는 세상) - Yoon Mi-rae
3. Lean on You (너에게 기울어가) - Jung-yup (Brown Eyed Soul)
4. Shy Boy (설레이는 소년처럼) - Ha Hyun-woo (Guckkasten)
5. Somewhere Someday (어디선가 언젠가) - Sung Si-kyung
6. Wind Flower (바람꽃) - Lee Sun-hee
7. Fool (바보야) - Ken (VIXX)
8. Why Would I Do Like This (내가 왜 이럴까) - Coffee Boy
9. Day By Day (하루에 하나씩) - Park Yoon-ha
10. If Only (만에 하나) - Kim Se-jeong (Gugudan)
11. Love Road (사랑길) - Min Chae

## Prix et nominations
| Année | Prix               | Catégorie                                                                   | Destinataire                      | Résultat   |
| ----- | ------------------ | --------------------------------------------------------------------------- | --------------------------------- | ---------- |
| 2016  | SBS Drama Awards   | Grand prix (Daesang)                                                        | Jun Ji-hyun                       | Nomination |
| 2016  | SBS Drama Awards   | Grand prix (Daesang)                                                        | Lee Min-ho                        | Nomination |
| 2016  | SBS Drama Awards   | Meilleur prix d'excellence, acteur dans un genre fantastique et dramatique  | Lee Min-ho                        | Lauréat    |
| 2016  | SBS Drama Awards   | Meilleur prix d'excellence, actrice dans un genre fantastique et dramatique | Jun Ji-hyun                       | Nomination |
| 2016  | SBS Drama Awards   | Prix d'excellence, acteur dans un drame fantastique                         | Lee Hee-joon                      | Nomination |
| 2016  | SBS Drama Awards   | Prix d'excellence, actrice dans un drame fantastique                        | Shin Hye-sun                      | Nomination |
| 2016  | SBS Drama Awards   | Prix d'excellence, actrice dans un drame fantastique                        | Hwang Shin-hye                    | Nomination |
| 2016  | SBS Drama Awards   | Prix spécial, acteur dans un drame fantastique                              | Sung Dong-il                      | Lauréat    |
| 2016  | SBS Drama Awards   | Prix spécial, acteur dans un drame fantastique                              | Lee Ji-hoon                       | Nomination |
| 2016  | SBS Drama Awards   | Prix spécial, actrice dans un drame fantastique                             | Oh Yeon-ah                        | Nomination |
| 2016  | SBS Drama Awards   | K-Wave Star Award                                                           | Lee Min-ho                        | Nomination |
| 2016  | SBS Drama Awards   | K-Wave Star Award                                                           | Jun Ji-hyun                       | Nomination |
| 2016  | SBS Drama Awards   | Meilleur couple                                                             | Lee Min-ho et Jun Ji-hyun         | Lauréat    |
| 2016  | SBS Drama Awards   | Top 10 Stars                                                                | Lee Min-ho                        | Lauréat    |
| 2016  | SBS Drama Awards   | Top 10 Stars                                                                | Jun Ji-hyun                       | Lauréat    |
| 2016  | SBS Drama Awards   | Prix de l'académie Idol - Meilleur repas (Meokbang)                         | Jun Ji-hyun                       | Lauréat    |
| 2017  | Melon Music Awards | Meilleure bande originale                                                   | Sung Si-kyung (Somewhere Someday) | Nomination |

## Diffusion internationale
- ABS-CBN (2017)
- Hang Meas HDTV (2017)
- ONE TV ASIA (2016-17)
- HTV2 (2016)
- myTV Super (2016) / TVB J2 (2017)
- True4U (2017)
- Star Entertainment Channel / Star Chinese Channel (2017)
- Eisei Gekijo (2017)